# کلروفلیکسی
کلروفلیکسی (نام علمی: Chloroflexi) نام یک شاخه از حوزه باکتریها است. این باکتری‌ها بی هوازی، گرمادوست، سبز و بدون سولفور هستند.